# Ghiacciaio Grubb
Il ghiacciaio Grubb (in inglese Grubb Glacier) (64°56′S 62°38′W) è un ghiacciaio situato sulla costa di Danco, nella parte occidentale della Terra di Graham, in Antartide. Il ghiacciaio, il cui punto più alto si trova 1166 m s.l.m., fluisce fin nella cala di Lester, all'interno della baia di Andvord, poco a ovest del ghiacciaio Bagshawe.

## Storia
Il ghiacciaio Grubb è stato osservato su una mappa del governo argentino del 1952 e non si sa chi abbia effettivamente effettuato il suo primo avvistamento dal vivo, esso è stato comunque così battezzato nel 1960 dal Comitato britannico per i toponimi antartici in onore di Thomas Grubb, un ottico irlandese che nel 1857 progettò e realizzò la prima lente fotografica aplanatica.